# Bienvenido al club
Bienvenido al club es el nombre de un álbum de estudio del cantante español Dyango. Fue publicado por EMI Music en 1983.

## Lista de canciones
1. Por volverte a ver - 4:03
2. Felicidades - 3:46
3. A usted, señora - 3:37
4. La noche es nuestra - 3:50
5. Bienvenido al club - 3:45
6. Hay algo en ella - 3:36
7. Gente que se dice adiós - 3:40
8. Ya no puedo darte más - 3:25
9. Dolores - 4:17
10. A ese pobre diablo - 3:43

- Datos: Q20015456